# 국제정신분석학회
국제정신분석학회(IPA,International Psychoanalytical Association)는 정신분석가 1만2000명을 회원으로 포함한 학회로서 약70개 구성단체와 협력하고 있다. 1910년 지그문트 프로이트가 페렌치 샨도르에 의해 제안된 아이디어에 기초하여 설립하였다.

## 역사
1902년 지그문트 프로이트는 매주 수요일 동료들과 만나 자신의 일을 의논하기 시작했고, 그래서 심리학회 성격의 수요일 학회가 탄생했다. 1908년까지 14명의 정규회원과 IPA의 미래의 회장인 막스 아이팅곤, 칼 융, 칼 아브라함(Karl Abraham), 어니스트 존스(Ernest Jones)를 포함한 몇몇 손님들이 있었다. 이 모임은 비엔나 정신분석학회가 되었다.
1907년 어니스트 존스는 칼 융에게 국제회의를 주선해야 한다고 제안했다. 프로이트는 그 제안을 환영했다. 회의는 1908년 4월 27일 잘츠부르크에서 열렸다. 융은 그것을 '프로이트 심리학을 위한 첫 번째 회의'(First Congress for Freudian Psychology)라고 명명했다. 그것은 후에 최초의 국제정신분석학회의로 간주된다. 그렇더라도 IPA는 아직 설립되지 않은 상태였다.
IPA는 1910년 3월 뉘른베르크에서 열린 차기 의회에서 설립되었다. 초대 회장은 칼 융, 초대 사무국장(총무)은 오토 랭크(Otto Rank)였다. 지그문트 프로이트는 자신의 생각을 발전시키기 위해 국제기구가 필수적이라고 생각했다. 1914년 프로이트는 '정신분석 운동의 역사'(The History of the Psychoanalytic Movement)라는 제목의 논문을 발표했다.
IPA는 정신분석을 위한 세계적인 1차 인증기관이자 규제기관이다. IPA의 목표는 새로운 정신분석적 집단을 만들고, 논쟁을 촉진하고, 연구를 수행하고, 훈련 정책을 개발하고, 다른 기관과의 관계를 확립하는 것이다. 이 학회는 2년마다 열리는 대규모 모임을 조직한다.

## 같이 보기
- 미국심리학회